# Contea di Brule
La contea di Brule ( in inglese Brule County ) è una contea dello Stato del Dakota del Sud, negli Stati Uniti. La popolazione al censimento del 2000 era di 5 364 abitanti. Il capoluogo di contea è Chamberlain.